# テラウチマサト
テラウチ マサト（寺内 雅人、1954年4月7日 - ）は、日本の写真家・プロデューサー。PHaT PHOTO発行人、御苗場総合プロデューサーも務める。株式会社シー・エム・エスCEO。富山市政策参与。

## 来歴[3][4]
1954年 富山県生まれ。公務員の家庭の長男として生まれ育つ。明治学院大学卒業後、日本実業出版社を経て1991年 写真家として独立。
- 1999年 マサチューセッツ工科大学のファインアート部門で講義[6]。
- 2000年 PHaT PHOTO発行人であり編集長として創刊。（編集長は2012年2月20号まで）
- 2010年 一般社団法人 TOKYO INSTITUTE of PHOTOGRAPHY 設立 （代表理事）
- 2012年 富士山作品に関連してパリのユネスコ本部より招聘され、イルドアクトギャラリーにて富士山写真展示を開催。
- 2014年 富山市政策参与に就任。
- 2015年1月 長崎県東彼杵町アートアンバサダー（芸術大使）に就任。
- 2015年 コロンビア「FOTOGRAFICA BOGOTA 2015」に招聘され講演。
- 2016年 富士山本宮浅間大社奥宮にて画家のYutaka Murakamiと共に奉納個展を開催。
- 2019年 イギリス連邦ボツワナ共和国、名誉観光領事に就任
- 2020年　河口湖　音楽と森の美術館　特別国際学芸員[7][8]。　。

## 主な作品[4][9]

### 書籍
- 「癒しの島々」船井幸雄（著）・テラウチマサト（撮影）PHP研究所、1995年11月
- 『拝啓癒しの島にいます。』 成星出版 、1997年10月
- 「癒しの場 - 生命の息づくところ」船井幸雄（著）・テラウチマサト（撮影）バウハウス、1997年8月
- 「「癒しの世界」への旅 - 人、自然、宇宙から聞こえてくる」船井幸雄（著）・テラウチマサト（撮影）廣済堂出版、1998年3月
- 『好きな猫！もっと可愛く撮る撮るBOOK』 青春出版社、 2000年
- 「屋久島の森のメッセージ - ゆっくりと人生を愉しむ7つの鍵」山尾三省（著）・テラウチマサト（撮影）大和出版、2000年5月
- 『思いをカタチに変えよ！』渡邉 美樹（著）/テラウチマサト（撮影）PHP研究所、 2002年
- 『The Land Hope Resides/希望の地』 2005年
- 『Gets on Qline in New York 』　ペンタックスリコーイメージング株式会社、2011年
- 『F（エフ）見上げればいつも』株式会社シー・エム・エス、2015年
- 『“F” Whenever I Look up （見上げればいつも）』【英訳併記版】株式会社シー・エム・エス、2015年
- 『ひらめきのヒント』株式会社シー・エム・エス〈PHaT PHOTO BOOK〉、2016年4月
- 『NY 夢の距離』株式会社シー・エム・エス〈T.I.P BOOKS〉、2017年4月 ISBN 978-4-907862-26-8
- 『タヒチ 昼と夜の間』テラウチマサト写真集　株式会社シー・エム・エス、2018年5月
- 『フィンセント・ファン・ゴッホ　－ほんとうのことは誰も知らない－』株式会社シー・エム・エス、2019年4月
- 『すべてのことは一度きり　生き抜くための写真術』株式会社シー・エム・エス〈PHaT PHOTO BOOK〉、2019年９月 ISBN 978-4-907862-31-2

### 雑誌
- 『PHaT PHOTO』１号～100号　株式会社シー・エム・エス、　2000年～2017年8月  （2000年～2012年2月20号　編集長・発行人。2021年～2017年　発行人[10]。）
- 『PHaT PHOTO』〈webマガジン〉101号～117号　株式会社シー・エム・エス、　～2020年5月

### DVD
- 「屋久島」写真家 テラウチマサトの世界-スライドエキシビション　株式会社シー・エム・エス
- 「桜」写真家 テラウチマサトの世界-スライドエキシビション　株式会社シー・エム・エス
- 「Behind the scenes of NY」（DVD）

## 主な展覧会
- 1999年 「癒しの島写真展」　伊勢丹本店
- 2006年 「Question」　原宿クエスト
- 2007年 「Professional Photographer 200人展」　 東京ミッドタウン
- 2009年 「タヒチ　海と陸、昼と夜の間」　三愛ドリームセンター　RING CUBE
- 2010年 「島姉妹」　ポートレートギャラリー
- 2011年 「おいしい秘密」　72Gallery
- 2012年 「美しい風景」　ミュゼふくおかカメラ館
- 2012年 「POWER FUJI」　西武渋谷店 美術画廊
- 2012年 「REAL FLOWER SA-KURA -神の座する風景-」　72Gallery
- 2012年 「浮世絵展示会～日本より感謝を込めて」　 パリ ・ UNESCO
- 2012年 「My sweet rord　-2013年ペンタックスリコーカレンダー作品展-」　ペンタックスフォーラム
- 2013年 「大・富士山展」　ハウステンボス美術館
- 2013年 「パリから帰った富士山」　72Gallery
- 2013年 「海を渡った富士山」　三愛ドリームセンター　リーコーイメージングスクエア銀座 A.W.Pギャラリー
- 2013年 「恋する山富士山！」　河口湖オルゴールの森美術館
- 2014年 「365日のねがい」　クイーンズスクエア横浜 みなとみらいギャラリーABC
- 2014年 「トリノと5つの村」　 72Gallery
- 2015年 「富山の看板男＆女/海を渡った富士山」　富山市民プラザ トヤマグラスアートギャラリー
- 2015年 「受け継がれていく高岡の心」　瑞龍寺 (高岡市)
- 2015年 「海を渡った富士山」　建仁寺 大統院
- 2016年 「RED FISH」　エプソンイメージングギャラリー エプサイト
- 2016年「日本はってんの富士展」富士山本宮浅間大社奥宮 （富士山頂上）
- 2017年「大河ドラマ おんな城主直虎 メイキング写真館」  NHKスタジオパーク
- 2017年「NY」　72Gallery
- 2017年「あなたに贈るニューヨーク」　三愛ドリームセンター　リーコーイメージングスクエア銀座 A.W.Pギャラリー
- 2018年「タヒチ 昼と夜の間」　72Gallery
- 2019年「フィンセント・ファン・ゴッホ　ほんとうのことは誰も知らない」　三愛ドリームセンター　リーコーイメージングスクエア銀座 A.W.Pギャラリー
- 2019年「フィンセント・ファン・ゴッホ　ほんとうのことは誰も知らない ―ファン・ゴッホへの手紙―」　72Gallery
- 2019年 「フィンセント・ファン・ゴッホ ほんとうのことは誰も知らない－ファン・ゴッホへの手紙－」富山市キラリ美術館 [11]

## 出演

### テレビ
- 2007年 アートのちから（NHK教育）　子供向け教育番組
- 2011年 ヴィーナスの秘密（テレビ東京）　カメラマンとしてレギュラー出演
- 2011年2月3日 Tokyo マヨカラ！（テレビ東京）
- 2011年3月30日 Rの法則 携帯電話にメモリーされた写真（NHK教育）
- 2011年6月18日・25日 写真家たちの日本紀行 〜未来に残したい情景〜（BSジャパン）
- 2013年1月10日・17日 Hello!フォト☆ラバーズ 〜ミル・トル・アルク〜（BS朝日）
- 2013年5月17日 ペケポン（フジテレビ）「ペケポンフォトコンテスト」　審査員として出演
- 2015年 NEWS WEB（NHK）　カメラマンとして出演

### ラジオ
- 2011年5月21日 “夢企業”探訪（ラジオNIKKEI）
- 2013年5月15日 「GOOD DAY」（FM FUJI）
- 2013年6月1日～6月6日  Chageの音道（JFN）
- 2013年7月6日  FM FUJI富士山世界文化遺産登録記念 特別番組「～ Pride of the Best ～」（FM FUJI）
- 2013年11月30日  ピートのふしぎなガレージ 35話（TOKYO FM）
- 2019年6月29日　「TRUME TIME AND TIDE」（J-WAVE）
- 2021年〜　AMAZING TOYAMA写真部（FM とやま）